# Дубровка (Минский район)
Дубровка (бел. Ду́браўка) — деревня в Минском районе Минской области Беларуси. В составе Колодищанского сельсовета.

## География

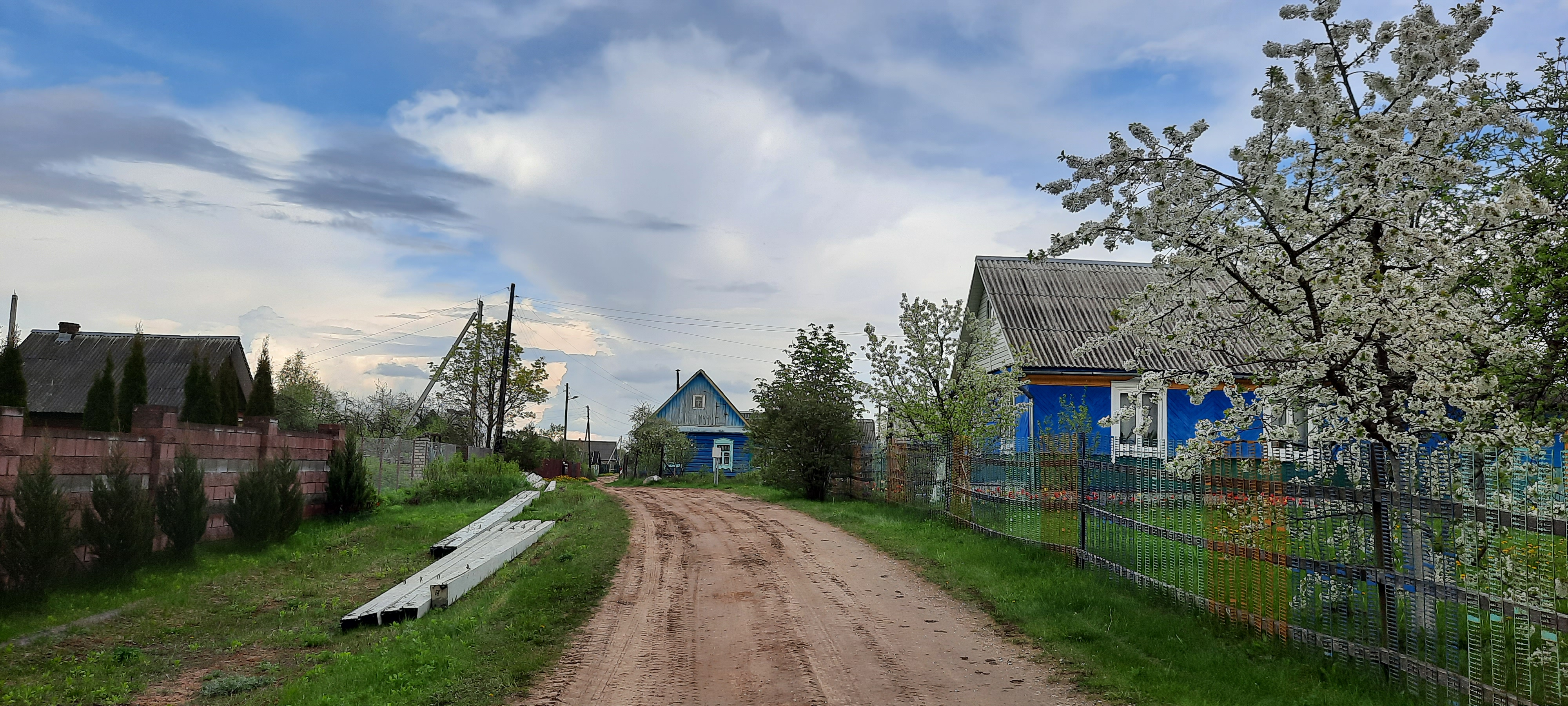

Расположена в 23 км от Минска, в 14 км от аэропорта Минск-2.
Ближайшие населенные пункты Дубровка, Старина, Юхновка и др.

### Гидрография
Недалеко протекает река Волма.

## История
В 1909 году деревня Дубровка Малая в Острошицко-Городецкой волости Минского уезда Минской губернии Российской империи, 8 дворов, 44 жителя.

## Население

### Численность
- 2025 год — 39 жителей

### Динамика
- 1909 год — 8 дворов, 44 жителей[2]
- 1999 год — 55 человек (перепись населения)
- 2009 год — 44 человек (перепись населения)[2]
- 2014 год — 28 хозяйств, 61 человек[3]
- 2015 год — 25 хозяйств, 56 человек[4]
- 2016 год — 24 хозяйств, 53 человек[5]
- 2018 год — 24 хозяйств, 46 человек[6]
- 2019 год — 24 хозяйств, 38 человек (постоянно проживают)[7]; 43 человек (перепись населения)'
- 2020 год — 23 хозяйств, 42 человек[8]
- 2021 год — 22 хозяйств, 40 человек[9]
- 2022 год — 21 хозяйств, 38 человек[10]
- 2023 год — 23 хозяйств, 39 человек[11]
- 2024 год — 23 хозяйств, 41 жителей[12]
- 2025 год — 23 хозяйств, 39 жителей[13]

## Улицы
- Кирова
- Молодогвардейцев и др.

## Инфраструктура
Рядом расположены садоводческие товарищества.